# Dragon (Clive Cussler)
Dragon è un romanzo scritto da Clive Cussler, pubblicato dalla Longanesi. È il 10º episodio, in ordine narrativo, delle avventure di Dirk Pitt ed è ambientato nel 1993 due anni dopo le avventure narrate in Tesoro.

## Trama
Un'avventura che inizia nel 1945 nella Seconda guerra mondiale, un B-29, un bombardiere degli Stati Uniti d'America guidato dal maggiore Charles Dennings e chiamato Denning's Demons, stava trasportando una bomba atomica per lanciarla su Osaka nel centro del Giappone, per poi atterrare a Okinawa. Ma non riuscì nell'intento perché venne intercettato e abbattuto, per poi inabissarsi nel Pacifico.
Dopo circa cinquanta anni, esattamente nel 1993, siccome il Giappone si è rimesso e rafforzato, la National Underwater & Marine Agency (NUMA) decide di mandare Dirk Pitt per scoprire la varie vicende che stanno succedendo tra le spie e sicari, e soprattutto trovare prima di loro l'aereo con la bomba atomica chiamata "Mother's Breath" con l'intento di fermare un progetto delirante. Un'avventura che vede Dirk Pitt impegnato a salvare anche il mondo.

## Autocitazione
In questo racconto Pitt guida (e pilota in una gara d'auto d'epoca) una Stutz Town Car del 1932 mentre il pilota avversario nella corsa (che si presenta con il nome di Clive Cussler)  guida una Hispano-Suiza H6B del 1926. Entrambe le auto fanno parte della collezione privata di Cussler.

## Edizioni
- Clive Cussler, Dragon, traduzione di Oretta Fiordelli e Silvana Fiori, Teadue, TEA, 1993, ISBN 9788878193932.
- Clive Cussler, Dragon, traduzione di Oretta Fiordelli e Silvana Fiori, La Gaja scienza, Longanesi, 20 luglio 2001, ISBN 9788830410015.
- Clive Cussler, Dragon, traduzione di Oretta Fiordelli e Silvana Fiori, Best TEA, TEA, 2008, ISBN 9788850216314.
- Clive Cussler, Dragon, traduzione di Oretta Fiordelli e Silvana Fiori, Tea più, TEA, 15 novembre 2018, ISBN 9788850251896.